# Шупітка
Шупітка (рум. Șupitca) — село у повіті Ботошані в Румунії. Входить до складу комуни Кошула.
Село розташоване на відстані 356 км на північ від Бухареста, 17 км на південний схід від Ботошань, 78 км на північний захід від Ясс.

## Населення
За даними перепису населення 2002 року у селі проживали 818 осіб.
Національний склад населення села:
| Національність | Кількість осіб | Відсоток |
| -------------- | -------------- | -------- |
| румуни         | 719            | 87,9%    |
| цигани         | 99             | 12,1%    |

Рідною мовою назвали:
| Мова      | Кількість осіб | Відсоток |
| --------- | -------------- | -------- |
| румунська | 736            | 90,0%    |
| циганська | 82             | 10,0%    |